# Pallerone
Pallerone è una frazione del comune di Aulla, in provincia di Massa-Carrara.

## Geografia fisica
Pallerone è situato nella regione storica della Lunigiana, lungo la sponda sinistra del torrente Aulella, a 3 km ad est da Aulla.

## Monumenti e luoghi d'interesse
- Castello Malaspina
- Chiesa di San Tommaso Becket

## Economia
Pallerone ospitava un polverificio che occupava prima della seconda guerra mondiale circa 1400 persone e risultava essere il secondo per grandezza in Italia. Inoltre il piccolo centro offre notevoli attività industriali ed artigianali. Noto localmente è un presepio tra i più interessanti della Lunigiana.

## Infrastrutture e trasporti
Pallerone è attraversata dalla Strada statale 63 del Valico del Cerreto, sulla quale sono svolte autocorse di collegamento con Aulla a cura di CTT Nord.
Fino agli anni Novanta era attiva anche la stazione ferroviaria, servita dai treni che percorrono la ferrovia Lucca-Aulla.

## Galleria d'immagini

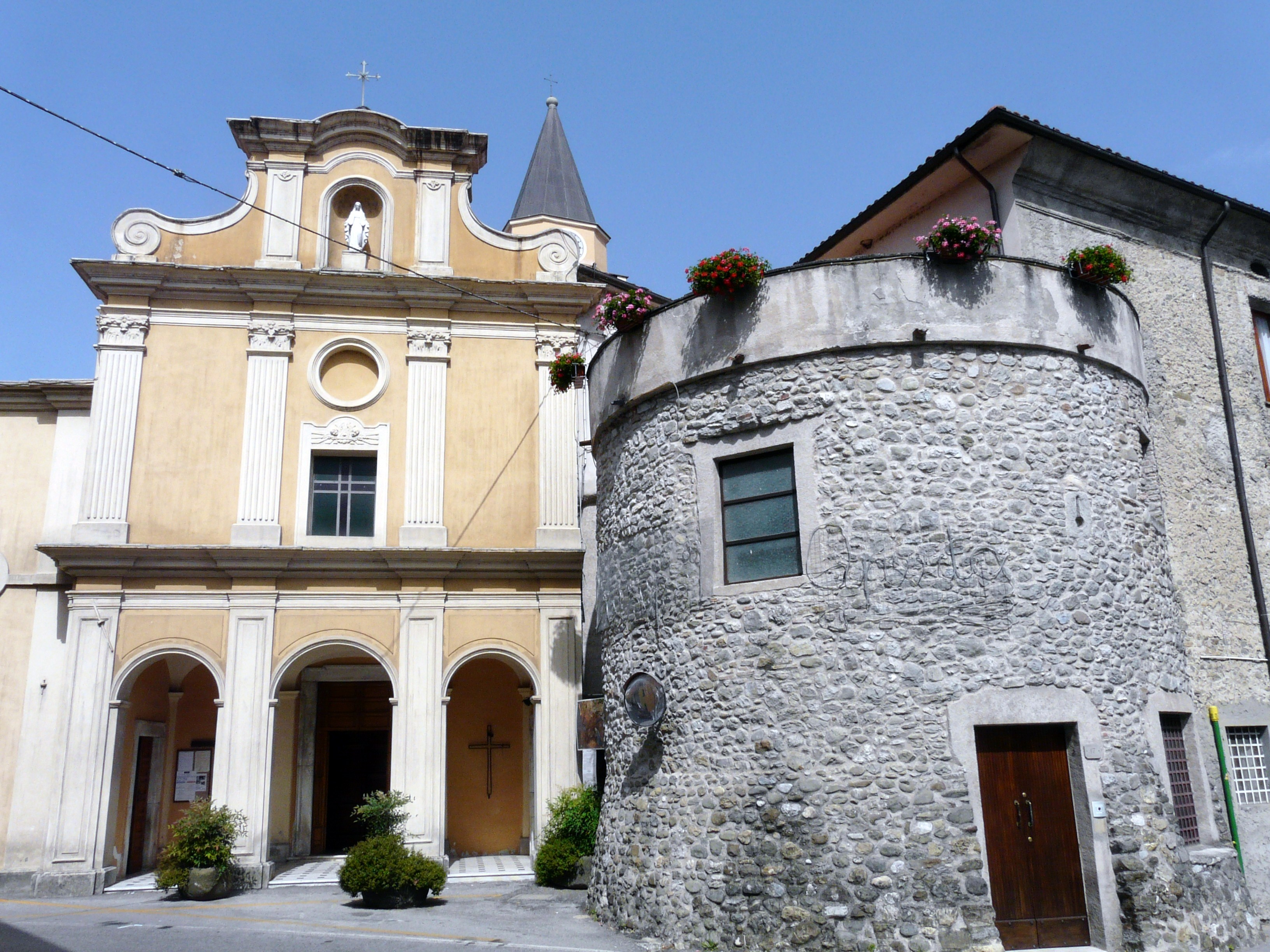
La chiesa di San Tommaso Becket e il bastione
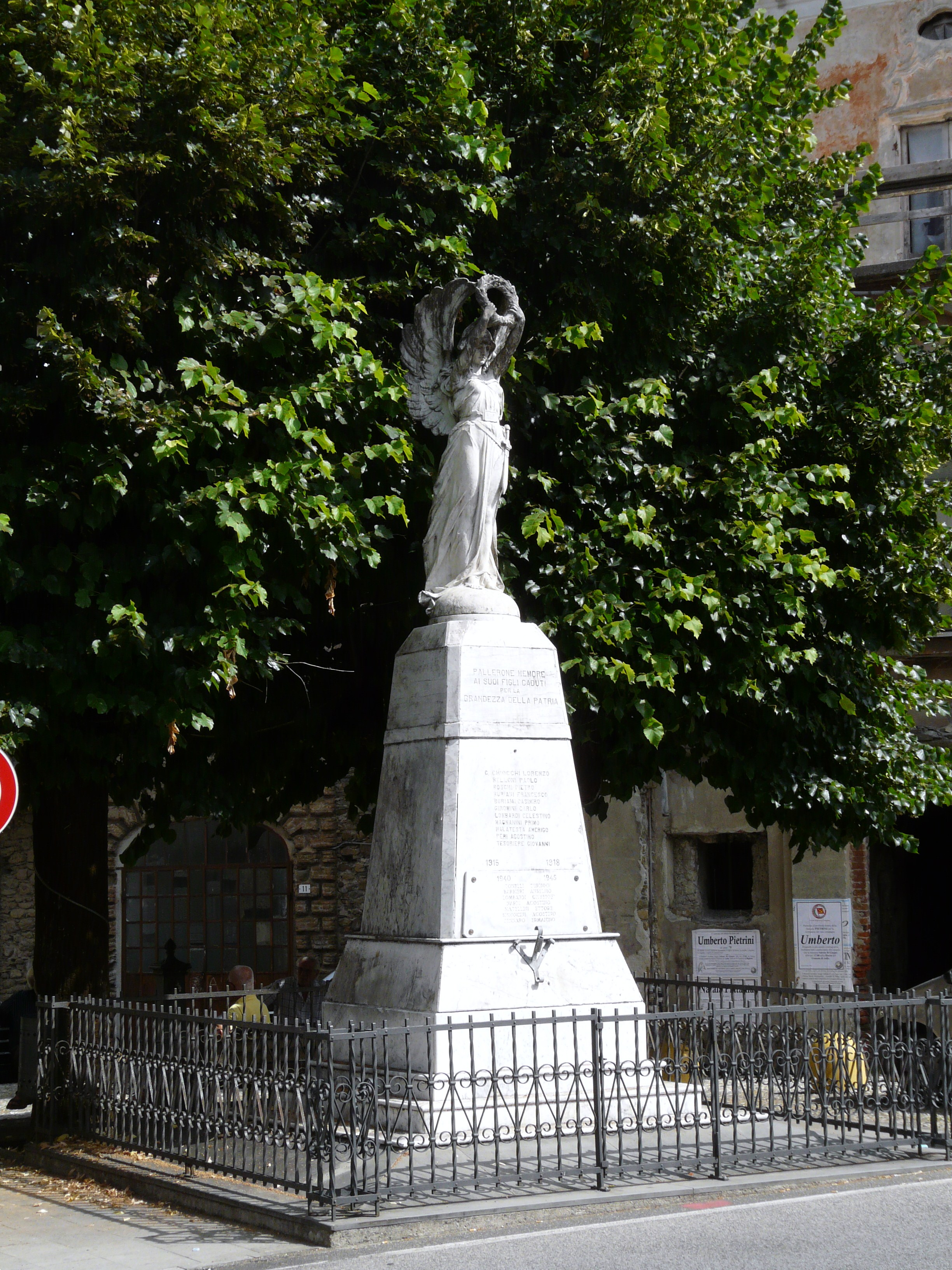
Monumento ai caduti